# Papa Agatone
Agatone (Palermo, 575 circa – Roma, 10 gennaio 681) è stato il 79º vescovo di Roma e papa della Chiesa cattolica dal 27 giugno 678 fino alla sua morte. È venerato come santo dalla Chiesa cattolica e dalle Chiese ortodosse.

## Biografia
Di origine greca, nato a Palermo da genitori benestanti e devoti, fece dono dell'eredità dopo la loro morte e si ritirò nel Monastero di Sant'Ermete  di Palermo. Benché l'anno della sua nascita sia in effetti sconosciuto, si narra che al momento della sua elezione avesse centotré anni, e centosei al momento della morte.
Durante i suoi due anni e mezzo di pontificato, Agatone convocò due concili a Roma.
Nel concilio lateranense del 679 restituì il vescovo Wilfred alla diocesi di York, e stabilì che non fosse più dovuto il pagamento dei tributi fino ad allora imposti al momento dell'elezione dell'imperatore bizantino.
Risolti i problemi militari che lo avevano tenuto impegnato, l'imperatore Costantino IV intraprese finalmente quelle relazioni fraterne con la Chiesa di Roma che lo aveva aiutato a riprendere il trono che gli spettava legittimamente e che nel 668, al tempo di papa Vitaliano, gli era stato usurpato: si dichiarava disposto a definire finalmente il problema dell'eresia monotelita (la dottrina teologica che aveva diviso Roma e Costantinopoli sin dal 638) e a riunificare le Chiese di Costantinopoli e di Roma.
Il 27 marzo 680, al Concilio di vescovi occidentali che Agatone aveva convocato in Roma, furono scelti i rappresentanti da inviare a Costantinopoli e fu approvato il testo sinodale da presentare in quella sede. Il 7 novembre 680 venne inaugurato a Costantinopoli il sesto concilio ecumenico orientale. Il 16 settembre 681 venne emanato un decreto con il quale si condannava il monotelismo, con un anatema contro papa Onorio I, che nei confronti di quella dottrina era stato eccessivamente indulgente, se non addirittura acquiescente. Un altro decreto toglieva l'autocefalia alla Chiesa di Ravenna, concessale nel 666 da Costante II. Gli atti del Concilio furono inviati al Papa perché ne confermasse le decisioni, ma Agatone morì prima di conoscerne le conclusioni, il 10 gennaio 681. Non esistono documenti a riprova della sua data di nascita, ma se si prendono per buoni i dati della sua agiografia, Agatone sarebbe il pontefice più longevo al termine del ministero mai vissuto, nonché quello più anziano al momento dell'elezione.

## Culto
La Chiesa cattolica celebra la sua memoria liturgica il 10 gennaio; le Chiese ortodosse, invece, lo ricordano il 20 febbraio.
Dal Martirologio Romano: